# Zubr (omladinska organizacija)
ZUBR je bila građanska omladinska organizacija (pokret) u Belorusiji formirana početkom 2000. godine po uzoru na srpski protestni pokret OTPOR uz teorijsku inspiraciju radovima Džina Šarpa. Osnovnji cilj je bila široka mobilizacija omladine za nenasilne protestne akcije širom zemlje, podrška Uladzimira Hančarika, jedinstvenog opozicionog kandidata za predsednika republike, izvođenje masovne količine ljudi na ulice na proteste dan nakon izbora. Iako za razliku od slučaja Srbije beloruska opozicija nije uspela da pobedi na predsedničkim izborima u septembru 2001. godine, ZUBR je produžio svoju delatnost sve do 2006. godine, kada nakon sledećih i takođe neupešnih predsedničkih izbora za opoziciju proglasio je svoje samoraspuštanje.

### Osnivači
Smatra se da je osnovni pokretač organizacije bila građanska inicijativa Hartija 97 (Povelja 97, po analogiji sa čehoslovačkim pokretom Povelja 77), koja se takođe inspirisala iskustvom poljskih disidenata 80. godina I srpske demokratske opozicije 90. godina.

### Delatnost
Prva akcija Konačna dijagnoza je bila organizovana u centru Minska, u Parku Gorkog. Aktivisti su glumili psihički bolesnog čoveka kojem je bila potrebna hitna pomoć. Ovakva forma političkog hepeninga nije zahtevala masivan broj učesnika, ali je brzo postala popularna kod omladine I medija.
U svojoj taktici su osnivači Zubra preuzeli najefikasnije alatke već isprobane u Otporu: negativnaja kampanja prema aktuelnom predsedniku i masovna tzv GOTV kampanja (get out the vote) usmerena na prodemokratsko biračko telos sa ciljem da se maksimizira izlaznost na izbore za podršku jedinstvenom demokratskom kandidatu. Zauzvrat beloruska vlada se branila takođe već isprobanim metodama: optuživanje za finansijsku zavisnost od Zapada, političke represije prema vodećim aktivistima, policijske represije kako bi se sprečili ulični protesti.
5 septembra 2001 godine, državne novine sa najmasovnjijim tiražom u zemlji Sovetskaja Belorusja objavile su material o povezanosti pokreta ZUBR sa američkim obaveštajnim službama, u uzimanju finansijske potkrepe iz više stranih fondova. Osim toga, predizborna ekipa Aleksandra Lukašenka preuzela je jedan od osnovnih slogana ZUBRA VREME DA BIRAŠ i promenila ga je u VREME IZBORA.
Osim toga slaba tačka Zubr-a je bila veliki broj tinejdžera u starosti do 18 godina, zbog čega su se lideri Zubra prikazivali kao hladnokrvni političari koji koriste decu za svoje interese. Ista argumentacija je bila i sa strane Zubra—da žestoka vlada mlati bezvinu decu.
Dan nakon predsedničkih izbora aktivisti Zubra su pokušavali da organizuju masovne protesne akcije tražućii drugi krug izbora. Međutim, ni nevladine organizacije nisu se složili s ovakvim zahtevima, niti sam kandidat od opozije je došao na akciju protesta te priznao pobedu Aleksandra Lukašenka. Nekoliko dana grupa aktivista zauzela je Dvoranu sindikata na glavnom Oktobarskom trgu, ali protesti su već bili na izmaku.

### Likvidacija
Iako za razliku od OTPORA ZUBR koji nije uspeo da ispuni svoj prvi cilj, organizacija ZUBR se razlikovala od svojih nadahnuća time što je njen uticaj i uloga u životu političke opozicije zemlje ostajo je na snazi još dugo. Smatra se da ZUBR nije prekinuo svoje postojanje ni 2006 godine, jer se transformirao u novi pokret Džins.